# Klein Erna (Schiff)
Die Klein Erna ist ein Fahrgastschiff der Rainer Abicht Elbreederei. Sie kann bis zu 220 Fahrgäste befördern und verkehrt im Vergnügungsverkehr im Hamburger Hafen.
Das Fahrgastschiff wurde im Jahre 2006 von der Behrens Schiffs- und Schweißtechnik in Hamburg-Finkenwerder gebaut. Es wurde am 6. April 2006 auf den Namen Klein Erna getauft. Taufpatin war Katja Borchers, eine Mitarbeiterin der Reederei. Klein Erna ist die Hauptperson der bekannten Hamburger Klein-Erna-Witze.

## Technische Daten
Die Klein Erna ist ein langes und flaches Schiff, das für die brückengängige Fahrt im Hamburger Hafen konzipiert wurde. Das Schiff bietet bei einer Länge von 34,87 Metern, einer Breite von 6,67 Metern und einem Tiefgang von 1,15 Metern insgesamt 220 Fahrgästen Platz. Im Bug befinden sich der Fahrstand und dahinter eine Bar. Im Heck befindet sich ein Freisitz, über den auch der Zugang zum Schiff erfolgt. Davor sind eine Garderobe und die sanitären Anlagen untergebracht. Der Fahrgastraum ist mit Colorglas überdacht. Der hintere Teil der Überdachung ist verschiebbar, sodass das Schiff zur Hälfte offen gefahren werden kann. Der mit einer Klimaanlage ausgestattete Fahrgastraum hat einen gefliesten Fußboden mit einer Fußbodenheizung darunter und lässt sich individuell bestuhlen. Die Klein Erna ist mit einem Schiffsdieselmotor mit einer Leistung von 190 Kilowatt ausgerüstet. Der Motor treibt einen Pod-Antrieb mit einem Propeller mit fünf Blättern an.

## Einsatzbereich
Der Einsatzbereich der Klein Erna umfasst Rundfahrten durch die Speicherstadt und den Hafen. Daneben gehören Charterfahrten für Feiern, Firmenveranstaltungen und Trauungen zum Programm.